# Andrej Jepišin
Andrej Sergejevič Jepišin (rusky Андрей Сергеевич Епишин, * 10. června 1981, Žukovskij, Moskevská oblast, Sovětský svaz) je ruský atlet, sprinter.
V roce 2005 skončil čtvrtý na halovém ME v Madridu v běhu na 60 metrů. Na světové letní univerziádě v tureckém İzmiru 2005 získal stříbrnou medaili na stometrové trati. O rok později získal stříbro na halovém MS v Moskvě a na mistrovství Evropy v Göteborgu.
Reprezentoval na letních olympijských hrách v Athénách 2004 a v Pekingu 2008.